# Vicente Casanova y Marzol

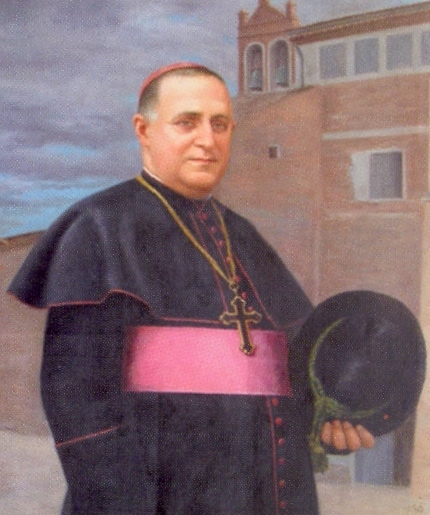
Bischof Vicente Casanova y Marzol (vor 1926)

Kardinalswappen

 Vicente Kardinal Casanova y Marzol (* 16. April 1854 in Borja, Spanien; † 23. Oktober 1930 in Saragossa) war Erzbischof von Granada.

## Leben
Vicente Casanova y Marzol erhielt seine philosophische und theologische Ausbildung in den Priesterseminaren von Saragossa und Madrid. Er empfing im Jahre 1881 das Sakrament der Priesterweihe und erwarb ein Jahr darauf an der Universität von Valencia die Lehrbefugnis in Katholischer Theologie. Anschließend wirkte er als Seelsorger in Maluenda und Alfaro im Bistum Tarazona, ehe er Pfarrer in Madrid wurde.
1907 ernannte ihn Papst Pius X. zum Bischof von Almería, 1925 übertrug ihm Papst Pius XI. die Leitung der Erzdiözese Granada. Im gleichen Jahr nahm der Papst ihn als Kardinalpriester mit der Titelkirche Santi Vitale, Valeria, Gervasio e Protasio in das Kardinalskollegium auf.
Vicente Kardinal Casanova y Marzol starb am 23. Oktober 1930 in Saragossa und wurde in der Metropolitanbasilika von Granada bestattet.